# 天鷹座7
天鷹座7，又名BD-10 5553，HD 199345、SAO 144968、HR 8015，是天鷹座的一颗恒星，视星等为5.51，位于銀經38.63，銀緯-32.24，其B1900.0坐标为赤經20h 51m 29.8s，赤緯-10° -32.24′ 51″。